# ボフォース 60口径40mm機関砲
ボフォース 60口径40mm機関砲（ボフォース60こうけい40ミリきかんほう、英語: Bofors 40mm L/60 autocannon、典: Bofors 40 mm automatkanon L/60）は、1930年代初頭にスウェーデンのボフォース社が開発した機関砲。第二次世界大戦では、連合国を中心として、広く対空砲として用いられた。
なお、正確な砲身長は56.25口径だが、分かりやすさのため、ボフォース社の文書では1の位を切り上げて「60口径」として扱うことを常としていた。

## 開発に至る経緯
急降下爆撃機の登場を受けて、1920年代初頭より、海軍関係者の間では軍艦の防空が懸念事項となっていた。当時、対空兵器としては大口径の高角砲と小銃弾を用いた機関銃が用いられていたが、射撃指揮の問題から、3,000メートル以下の高度を飛行する目標に対する高角砲の有効性は限られていた一方、小銃弾による射高は最大でも750メートル程度であり、間隙が生じていたことから、これを埋めるための機関砲が注目されるようになった。
1922年、スウェーデン海軍は39口径40mm機関砲（ヴィッカース QF 2ポンド・ポンポン砲）を導入したが（40mm akan M/22）、まもなく、これはあまりに大きく重く、また動作不良も多いと判断された。これを受けて、海軍は同国のボフォース社に対して、より優れた40mm機関砲の開発を働き掛けるようになり、採算がとれるか不安視する同社を説き伏せるかたちで、1928年11月に開発要求が発出された。これによって開発されたのが本砲で、早速1931年11月には単発での試射が行われた。
一方、海軍委員会はもっと小口径で高発射速度の機関砲にも興味を抱いており、1931年には諸外国から輸入した13‐25mm口径の機関銃・砲による射撃試験を行ったが、いずれも不満足な結果であった。この結果を受け、同年、ボフォース社に対してより小口径の機関砲の開発要求が発出された。1933年夏には、カールスボリにおいて、25mm口径・40mm口径モデルの両方を用いて、空中目標に対する実射試験が行われた。この時点では、海軍委員会の興味は25mm口径モデルに移っているようにも報じられたが、結局、1935年、両方ともを並行して装備化することが決定された。
1932年、まずは64口径25mm対空機関砲（25 mm lv-akan M/32）および潜水艦搭載用の43口径40mm機関砲（40 mm ubäts-automatkanon M/32）が発注された。これと並行して本命にあたる60口径長モデルの開発も進められており、1934年には試作品が完成して試射を行える段階に至っていたことから、社内ではモデル1934と称された。この頃には同国陸軍もこの砲に興味を示すようになっており、1936年に陸・海軍が発注を行って、陸軍向けのモデル（40 mm lv-akan m/36）と海軍向けのモデル（40 mm automatpjäs M/36）が同時に装備化された。

## 設計

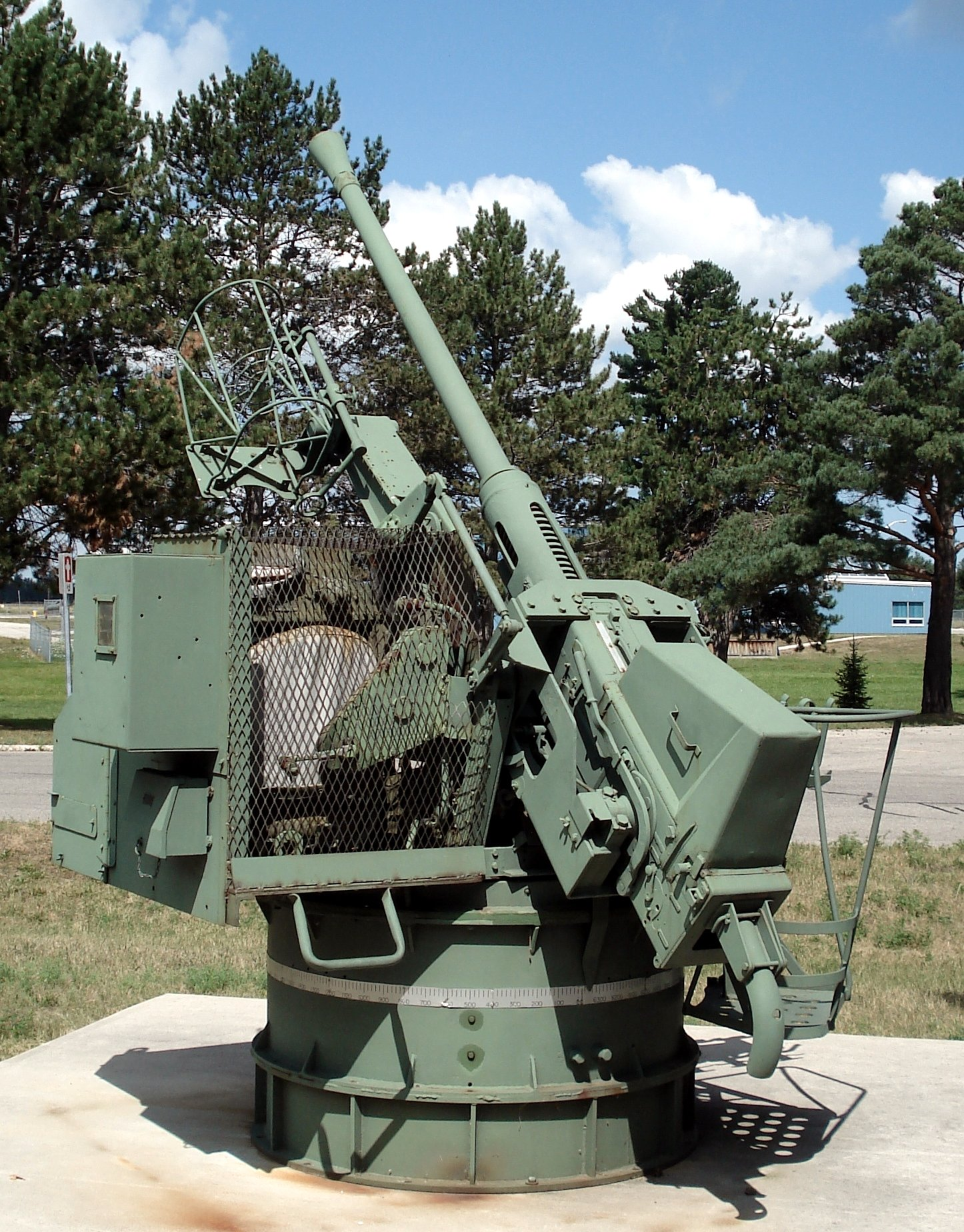
砲尾側からの写真。給弾機構にかぶせられた箱型カバーは使用時には取り外される。

砲本体は、砲身と砲尾環および尾筒覆いから構成されている。砲身は正確には56.25口径長だが、分かりやすさのため、ボフォース社の文書では1の位を切り上げて「60口径長」として扱うことを常としていた。ライフリングは16条で、砲尾部では45口径長で1回転、砲口部では30口径長で1回転と、漸増転度式とされている。ボフォース社による当初設計では、ニッケルクロム鋼による鍛造モノブロック構造で、陸上用は空冷式、艦載用は水冷式とされていた。砲身命数は9,500－10,000発とされる。最初期にはマズルブレーキが付されていたが、試験によりこれは不要と判断されて、フラッシュハイダーのみとなった。
本砲は、機関砲ながらも遊底ではなく垂直鎖栓式の閉鎖機を使用しており、1880年代にノルデンフェルト QF 6ポンド砲を発展させて開発された57mm速射砲（57 mm Ssk M/89B）のものをベースとしている。尾筒覆いは四角形の断面をもち、砲尾機構を収容するとともに装填機構の一部を構成する。砲尾機構は手動でも操作可能であり、1発目は通常手動で装填される。
自動機構は反動利用式で、発砲の反動で砲身とともに砲尾が後座すると鎖栓が下にスライドして開き、空薬莢が排出される。後座長は195－200ミリである。閉鎖器から真後ろに排出された空薬莢は、尾筒覆いの後端に取り付けられている湾曲した雨樋状のシュートによってまず下方へ、次いで前方へ導かれる。液体緩衝器によって後座が止まると、ばねの力で砲身・砲尾は復座に転じる。砲尾の後上方には給弾機構、その下に装填トレイがあり、排莢ののち砲身・砲尾は前進に転じた時点で、給弾機構から次の弾薬が送られて装填トレイの上に載っており、やはりばねによって動作するラマーによって、弾薬は装填トレイから砲尾に送り込まれる。給弾は4発入りの挿弾子によって行われる。
なお、外見上はドイツ国の3.7 cm FlaK 36/37と類似しているためしばしば誤解を招くが、実際の設計を含めて、技術的な関連はない。

## 運用史
各国とも有効な対空兵器を模索していたことから本砲は注目を集め、早くも1933年7月にはオランダ、また1934年5月にはポーランドからの発注を受けた。1934年11月にカールスボリで行われた試射では、アルゼンチン、ベルギー、ブラジル、ハンガリー、そしてスイスから見学者が訪れた。また1937年にはシャムのバンコクでも試射が行われた。

### イギリス

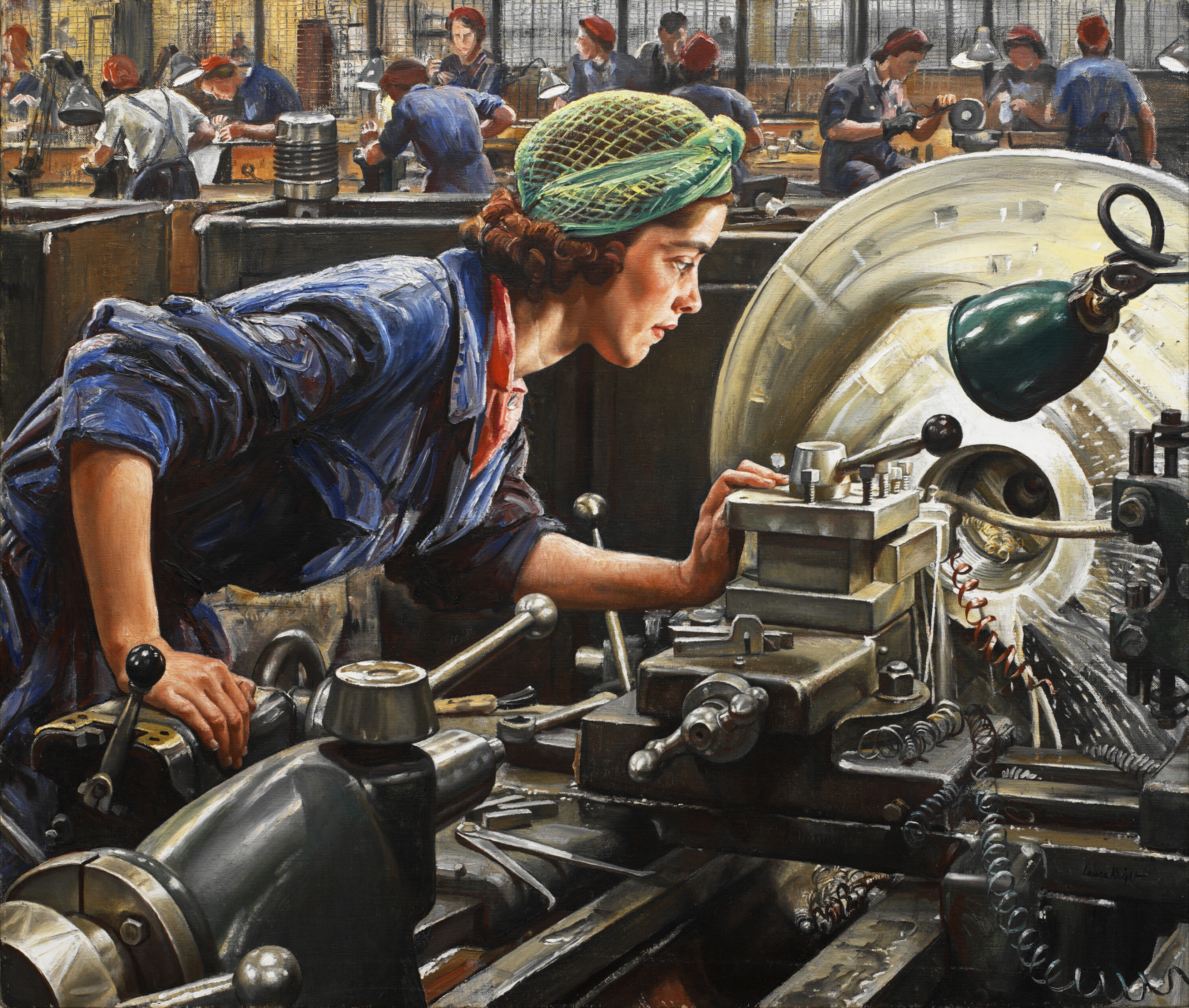
イギリス国内の工場で砲尾部を加工する女工。

イギリス戦争省は、1933年のスウェーデン駐在武官からの報告によって本砲のことを知り、ヴィッカース QF 2ポンド・ポンポン砲の代替用として注目していた。最初の発注は1937年4月23日と出遅れたが、まもなく追加発注もなされており、ボフォース社の供給能力を上回ったことから、ハンガリーおよびポーランドでのライセンス生産分も供給されることになった。ポーランドでの生産分は、スウェーデンを経由して1937年末にはイギリスに配備されており、ズデーテン危機を受けて、1938年3月には、ロンドン近郊に14門が緊急配備されている。イギリス国内でのライセンス生産も着手されたものの、他の火砲のために既存の生産設備がフル稼働状態だったため、国内生産分のイギリス陸軍への引き渡しが開始されたのは1939年6月15日となった。イギリスでの生産分は、モデル1934の小改正型であるモデル1936となった。また1940年秋からはカナダ、1942年からはオーストラリアでのライセンス生産も開始された。
イギリス海軍の本砲の運用は、1940年のノルウェーからの撤退（アルファベット作戦）の際に、イギリス陸軍が保有する砲を軍艦に設置したのが最初の事であった。これは応急的な措置だったが、まもなく正式に行われるようになり、マレー沖海戦で撃沈された戦艦「プリンス・オブ・ウェールズ」にも搭載されていた。これらの陸軍式のマウントは海軍ではLS Mk IIIと称されており、空冷式の砲身を用いていた。
イギリス海軍で初めて水冷式の砲身を用いたのは連装式のMk IVマウントと組み合わされたMk IV砲であったが、このマウント自体も3軸制御で安定化され、測距用の282型レーダーも備えた画期的なもので、ヘイズメイヤー式 (Hazemeyer gun mount) と通称された。これはもともとオランダのヘイズメイヤー社（ジーメンス・ウント・ハルスケの子会社）が開発していたもので、ドイツのオランダ侵攻を受けて設計図がイギリスにもたらされ、またイギリスに脱出してきたオランダ海軍の機雷敷設艦「ウィレム・ファン・デル・ザーン」が搭載する実機も手に入ったことで、国内生産が実現したものであった。
これに続くMk VマウントはMk XI砲を連装に配しており、アメリカ海軍のMk 1連装マウントの設計をもとに、ヴィッカース QF 2ポンド・ポンポン砲や4インチ砲のマウントから共用化した部品などを用いて国産化したもので、1945年2月に装備化された。ヘイズメイヤー式よりも軽量で「ユーティリティ」と通称されており、2軸制御により安定化され、またRP 50を用いて遠隔機力操縦化することもできた。またMk VIマウントは、大型艦用としてMk IX砲を6連装化したものであった。
これらに続いて開発されたSTAAG（Stabilized Tachymetric Anti-Aircraft Gun）では、ヘイズメイヤー式と同じ3軸制御に戻り、プロトタイプとして単装型のMk 1を開発したのち、連装型のMk 2が開発された。これはヘイズメイヤー式の後継システムとして配備されたものの、あまりに大掛かりで信頼性が低く、Mk Vに再換装される場合も多かった。これに続いて開発されたバスターは更に大掛かりで信頼性も乏しく、計画は途中で打ち切られた。
一方、1945年5月には、逆に軽量・単純な単装型のMk 7マウントが発注された。これはエリコン 20 mm 機関砲の連装マウントと置き換えるためのもので、1950年代には電動化したMk 9によって代替された。フォークランド紛争中の1982年5月27日、揚陸艦「フィアレス」「イントレピッド」搭載のMk 9がアルゼンチン軍のA-4B攻撃機を撃墜しており、2013年現在、イギリス軍が本砲で挙げた最後の戦果となっている。

### アメリカ
高射砲と機関銃の間隙を埋める機関砲として、1930年代のアメリカ陸軍は54口径37mm機関砲、アメリカ海軍は75口径28mm機関砲を配備していたが、いずれも国外の砲についての調査も続けていた。1940年8月には、フィンランド経由で取り寄せた本砲を用いてダールグレン試験場で試射が行われ、同時に試射を行った54口径37mm機関砲や75口径28mm機関砲、そしてヴィッカース QF 2ポンド・ポンポン砲と比べての優越性が確認された。
特に海軍は75口径28mm機関砲の信頼性に深刻な問題を抱えていたことから、本砲の調達を熱望し、ボフォース社と正式な契約を結ぶ前から、オランダ領東インドやカナダから図面を入手するなどして生産の準備を開始した。また陸軍も、ナチス・ドイツのフランス侵攻においてドイツ空軍が大きな役割を担ったことから低高度防空の強化を急務と考えており、やはり本砲の調達を急いでいた。陸軍向けの生産はクライスラー社が、海軍向けの生産はヨーク社が主契約者となったが、このように異なるメーカーで急いで生産を行った結果、しばしば部品の互換性に問題を抱えることとなった。また1941年6月21日に正式なライセンス契約が締結される以前から生産準備にかかっていた上に、後には他国向けにも多数の砲を生産したことで、アメリカ政府とボフォース社の間に法的な問題も発生した。
アメリカでの生産分の引き渡しは、陸軍向け・海軍向けともに1942年より開始された。クライスラー社生産分の機関砲はイギリスで生産されたモデル1936とほぼ同一モデルであり、アメリカ陸軍ではM1 40mm機関砲（40mm Automatic Gun M1）として制式化された。一方、海軍は水冷式の砲を用いた連装マウント（Mk 1）を標準的な装備として28mm4連装機関砲を更新していくことを計画していたが、まもなく大型艦向けの4連装マウント（Mk 2）も登場し、連装マウントの試作品は1942年1月、4連装マウントの試作品は同年4月に完成した。マウントの左側に設置される砲はMk 1、右側に設置される砲はMk 2として制式化されており、こちらも基本的にはイギリスのMk IV砲と同様の設計であった。一方、陸軍式の空冷砲を用いた単装マウント（Mk 3）も艦載化されており、駆逐艦において連装マウントを補完したほか、潜水艦や魚雷艇、護衛駆逐艦や上陸用舟艇などに広く搭載された。
アメリカ軍においては、1950年代後半までに本砲はおおむね退役していたが、哨戒艦や予備船隊では依然として用いられていた。またベトナム戦争ではメコン川などで活動する河川砲艇に搭載して用いられたほか、変わったところでは、アメリカ空軍が海軍の空冷式40mm砲の譲渡を受けてAC-130A「コロネット・サプライズ」攻撃機（ガンシップ）に搭載、対地射撃に用いて良好な成績を収めており、AC-130Uに至るまで同砲の装備を踏襲している。

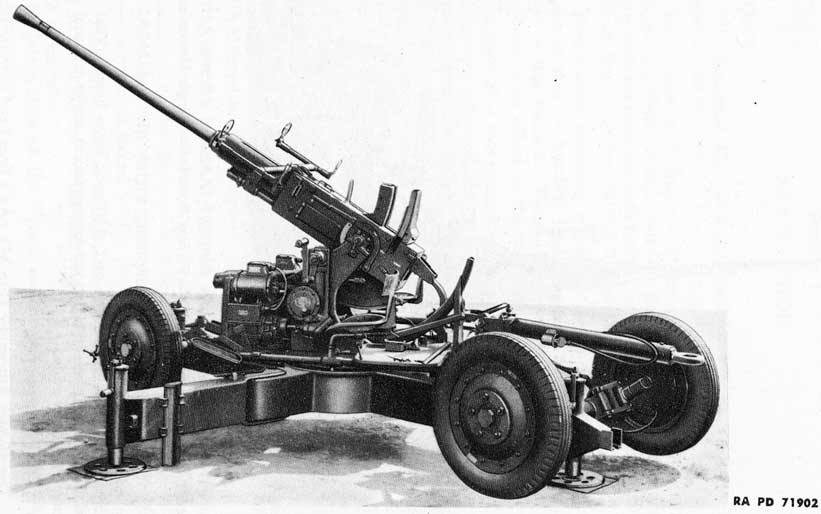
牽引式のM2砲架に架されたM1 40mm機関砲
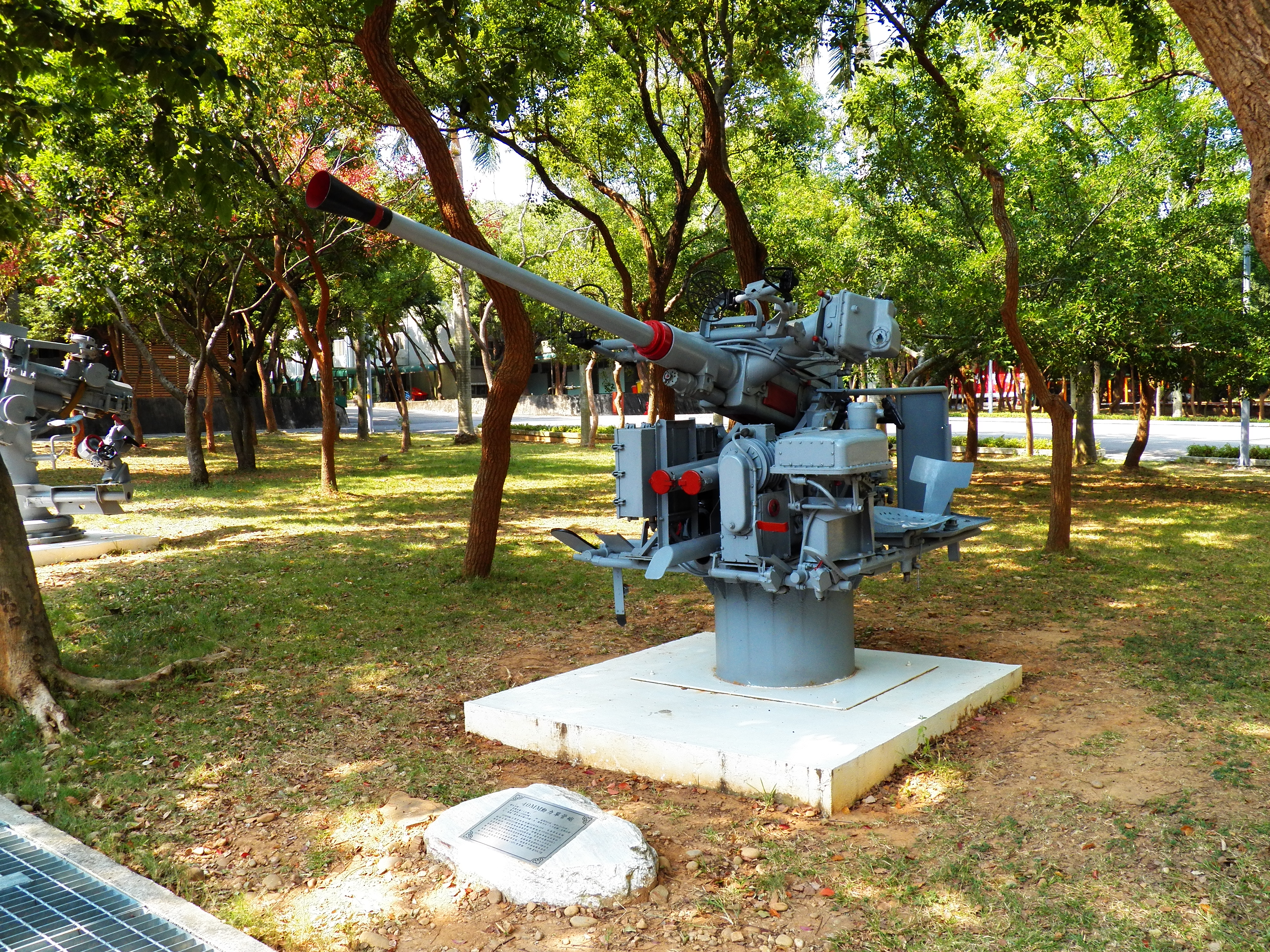
艦載用のMk 3単装マウント
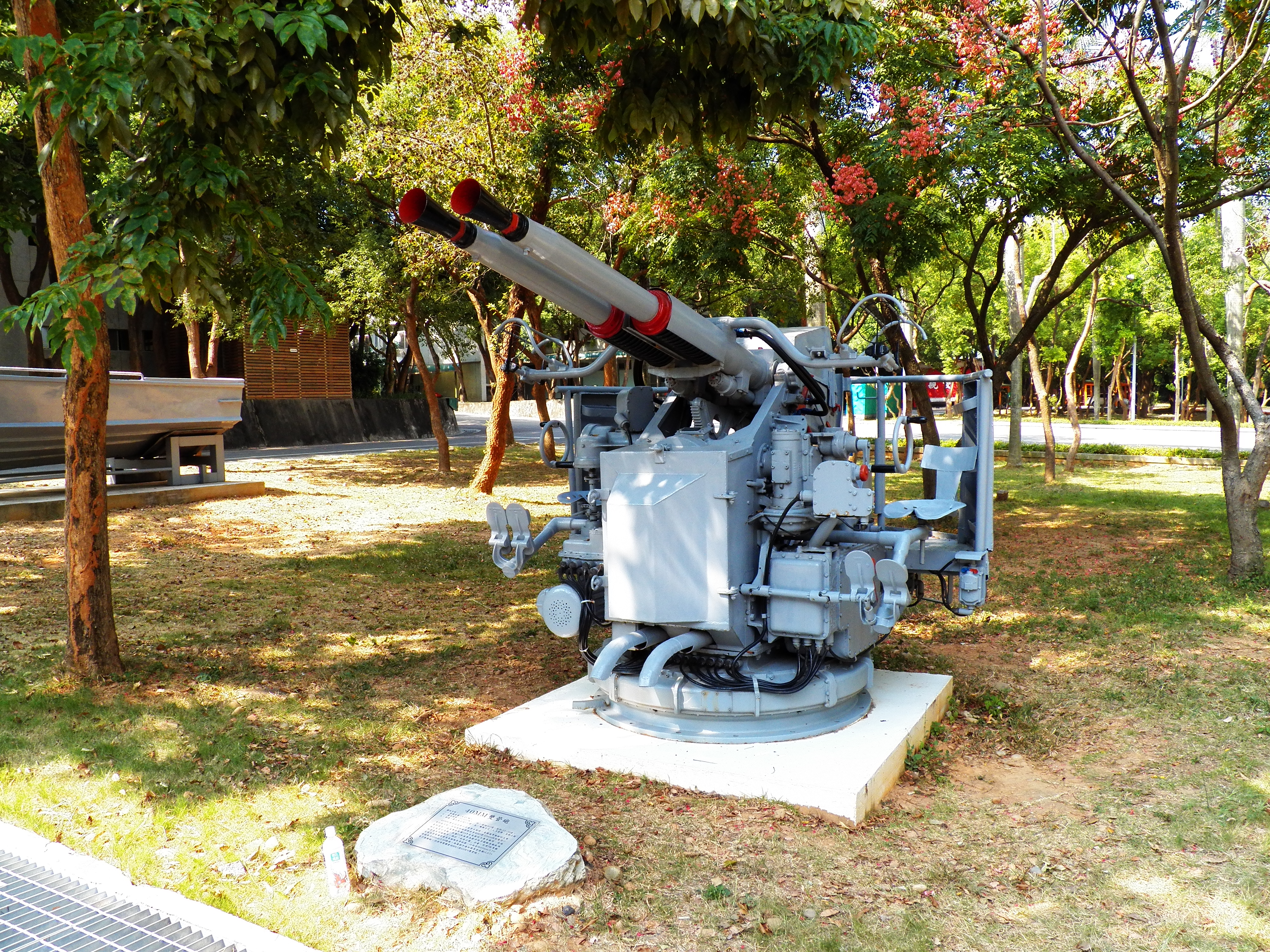
艦載用のMk 1連装マウント
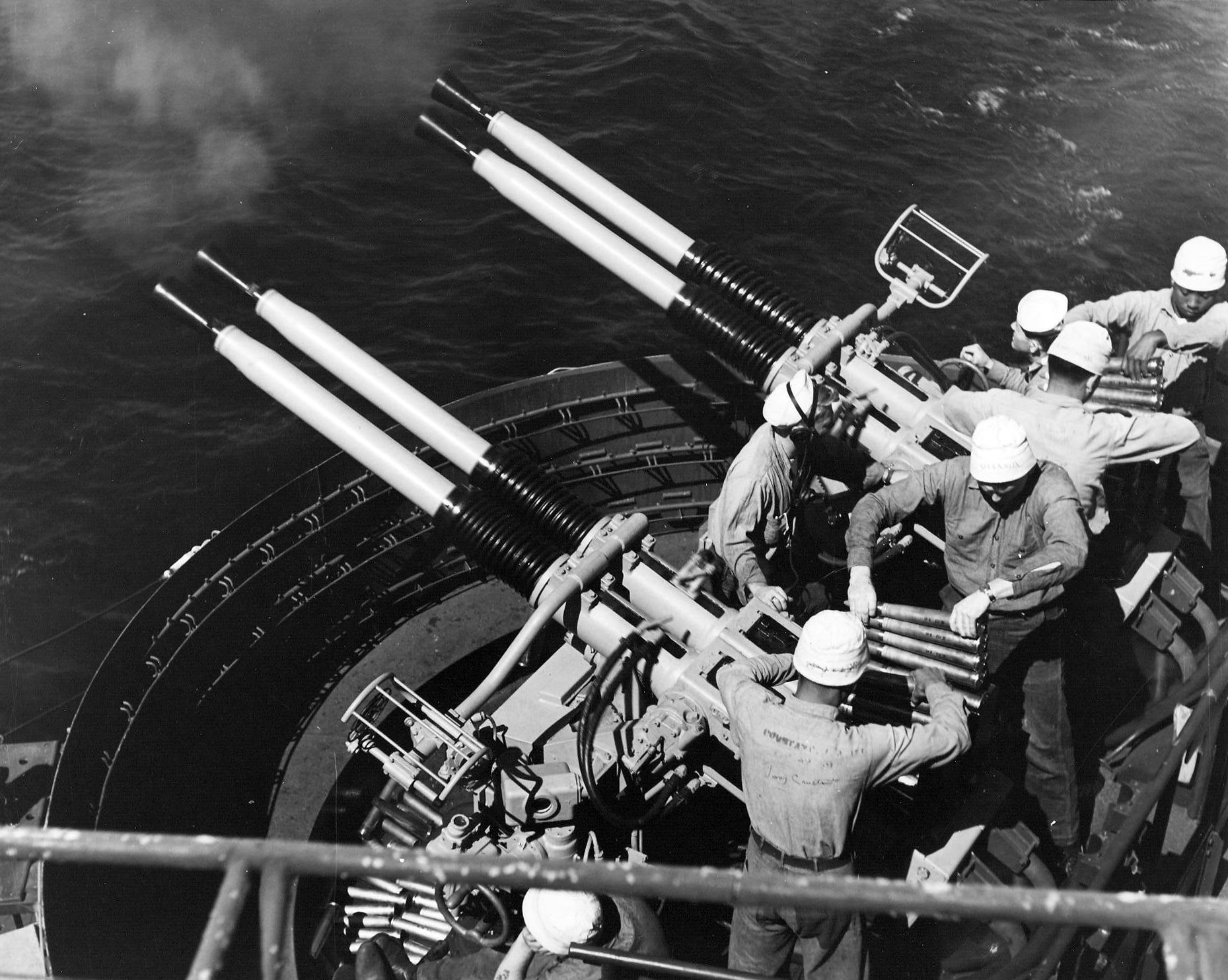
艦載用のMk 2 4連装マウント
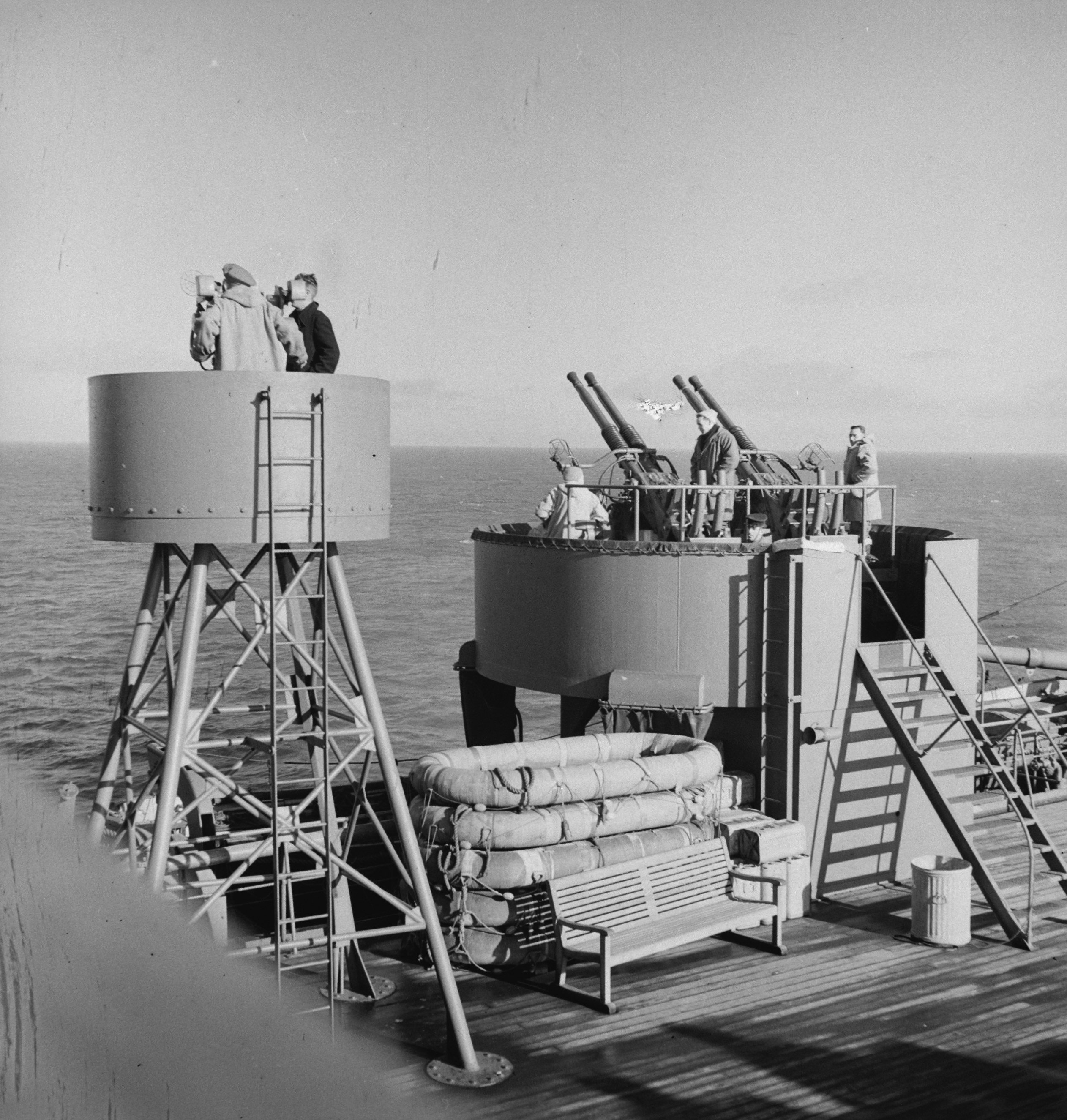
4連装マウントと、これを管制するMk.51方位盤
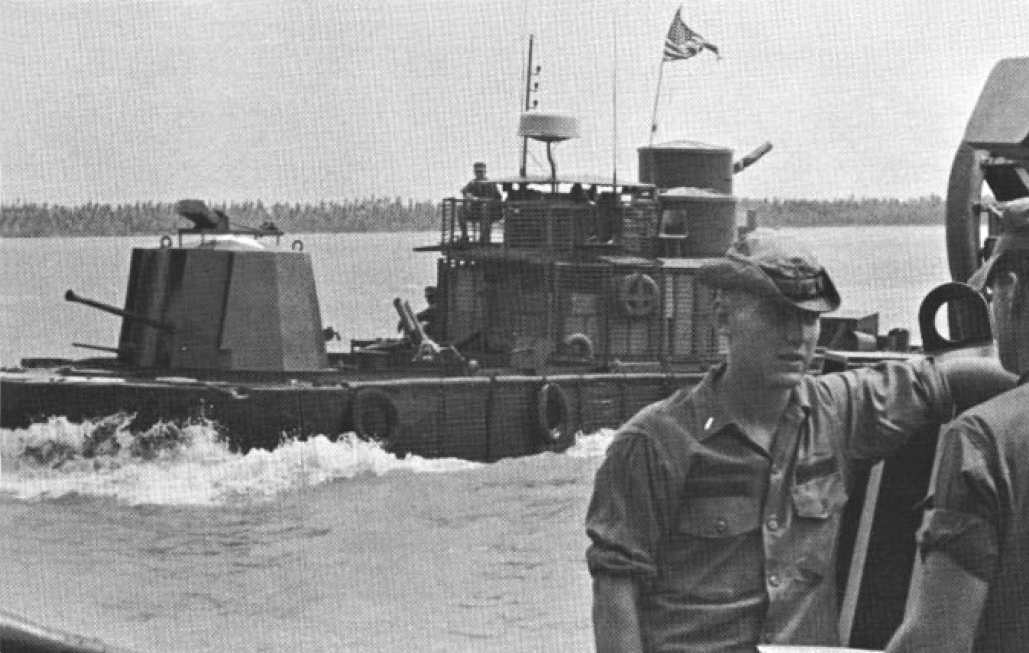
河川砲艇に搭載された40mm機関砲
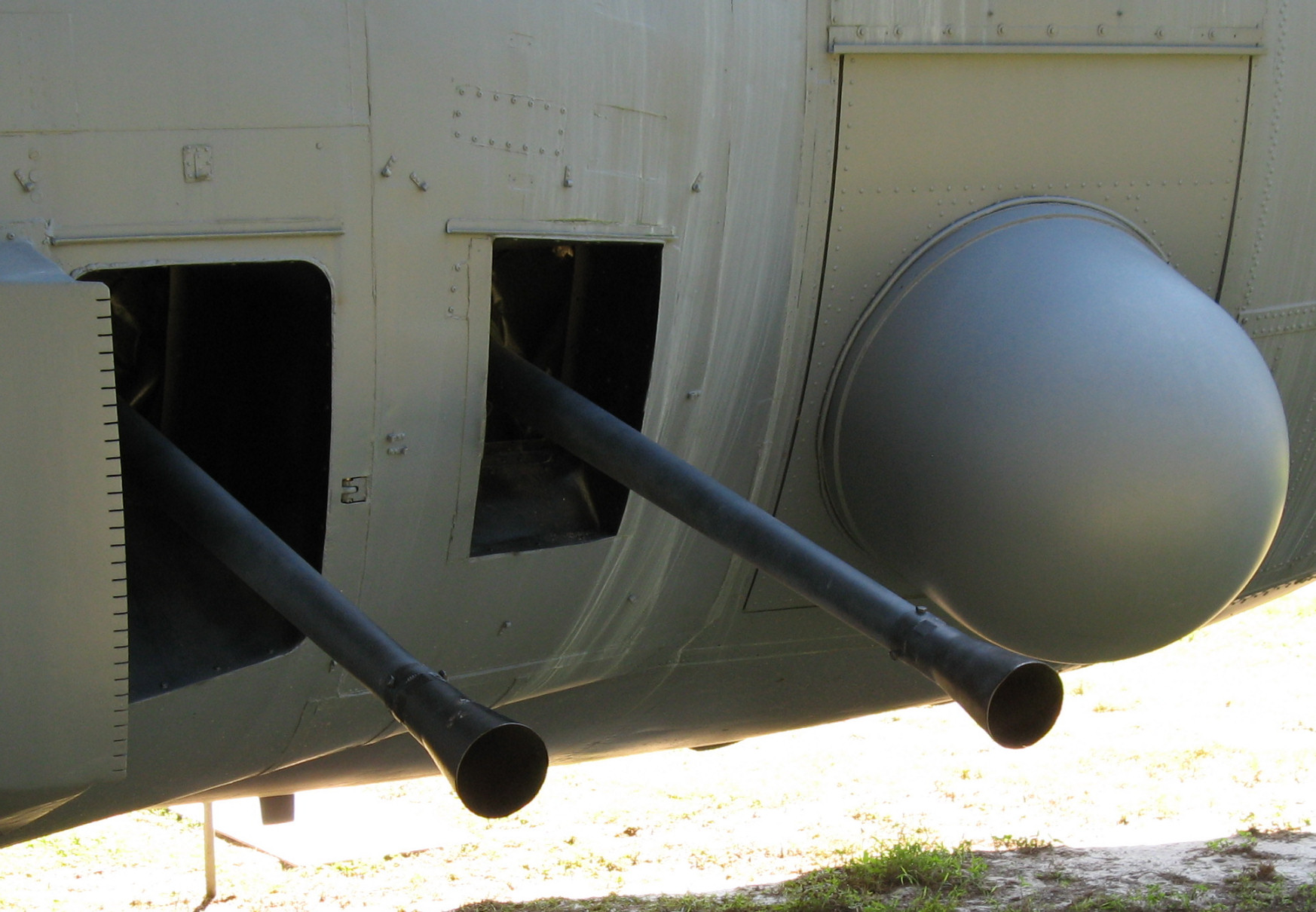
AC-130Aに搭載された40mm機関砲

### 日本
日本軍も太平洋戦争序盤、マレー作戦によりマレー半島を占領した大日本帝国陸軍がイギリス軍から鹵獲し、コピーして使用することを試みた。1945年に五式四十粍高射機関砲として完成したが製造に手間取り、陸軍では終戦間際に国産として2門、大日本帝国海軍では35門を製造したにとどまったとされている。
また陸上自衛隊や海上自衛隊、海上保安庁も、アメリカ軍からの供与を受けて運用していた。

### 運用国一覧
- アルジェリア[12]
- アルゼンチン[13]
- オーストラリア[12]
- オーストリア[12]
- バングラデシュ[12]
- ボスニア・ヘルツェゴビナ[14]
- ベリーズ[12]
- ブルネイ[12]
- カンボジア[12]
- カナダ[15]
- チャド[16]
- チリ[12]
- クロアチア[12]
- コロンビア - 2024年時点で、コロンビア陸軍が4基のM1A1を保有[17]。
- コンゴ民主共和国[18]
- キプロス: M1 Bofors[19]
- チェコ
- デンマーク[15]
- ドミニカ共和国
- エクアドル - 2024年時点で、エクアドル陸軍がボフォース40mm機関砲（M1A1およびL/70）を30基保有[20]。
- エジプト[12]
- エストニア
- フィンランド[21]
- フランス[21]
- ガンビア[12]
- ナチス・ドイツ
- ドイツ
- ジョージア
- グアテマラ[12]
- ギリシャ: ライセンス生産も行っていた[21][15]
- ハンガリー: ライセンス生産も行っていた[21]
- インド[22]
- インドネシア - 2024年時点で、インドネシア海兵隊がL60とL70を合わせて5基保有[23]。
- イスラエル[12]
- アイルランド:[24]
- イラク[12]
- イタリア[15]
- コートジボワール[25]
- 日本[12]
- ヨルダン[12]
- 大韓民国[26]
- レバノン[12]
- リビア[12]
- ラトビア[27]
- リトアニア[12]
- メキシコ[12]
- マルタ[12]
- モンテネグロ
- ミャンマー[28]
- ネパール - 2023年時点で、ネパール陸軍が2基のL/60を保有[29][30]。
- ナイジェリア[31]
- ノルウェー: ライセンス生産も行っていた[21]
- ニュージーランド[12]
- 北マケドニア - 2024年時点で、北マケドニア航空団が36基をL/60を保有[32]。
- オマーン - 2023年時点で、オマーン陸軍が12基のL/60を保有[33]。
- パキスタン[34]
- パナマ[12]
- パプアニューギニア
- パラグアイ - 2024年時点で、パラグアイ陸軍が13基のM1A1、6基のL/60を保有[35]。
- ペルー[36]
- フィリピン[12]
- ポーランド[21]
- ポルトガル[15]
- カタール[12]
- ルーマニア[37]
- セネガル[38]
- シンガポール[12]
- スーダン[12]
- 南アフリカ共和国[12]
- 韓国[12]
- スリランカ[39]
- スウェーデン[12]
- スイス[12]
- タイ[40]
- 東ティモール[要出典]
- トルコ[15] L/60[41]
- アラブ首長国連邦[12]
- イギリス: ライセンス生産も行っていた[42]
- アメリカ合衆国: ライセンス生産も行っていた[42]
- ソビエト連邦[43]
- ウルグアイ[12]
- 南ベトナム[12]
- ベトナム[12]
- ベネズエラ[44]
- イエメン[12]

## 登場作品

### ゲーム
『Naval Craft』
ゲーム内の対空火器として、防盾のついた4連装型が「ボフォース　40mm機関砲」という名称で登場する。
『R.U.S.E.』
アメリカ、イギリスの対空砲として登場。
『Wargame Red Dragon』
NATO陣営で使用可能な艦船の武装として登場する。
『War Thunder』
一部の対空車両や艦船の武装として登場する。
『World of Warships』
駆逐艦から戦艦、空母まで多数の艦船の対空砲として搭載されている。ゲーム内では連装・四連装・六連装の物が見られる。また、ドイツの鹵獲品のFlak28として、単装バージョンの物も登場している。
『Zombie Gunship Survival』
ゲーム内の40mm砲として登場する。
『エースコンバット アサルト・ホライゾン』
AC-130U スプーキーの武装として登場する。作中での呼称は「40mm機関砲」。
『艦隊これくしょん -艦これ-』
「アイオワ改」の初期装備として四連装バージョンが登場し、各戦艦が使用できる。その後、本家の「ゴトランド改」の初期装備にもなり、戦艦以外でも使用できるようになった。
『アズールレーン』
各艦の装備アイテムとして二連装、レーダー付き二連装、四連装、六連装バージョンが登場している。
『コール オブ デューティシリーズ』
『CoD4』
AC-130H スペクターの武装として登場し、プレイヤーが使用できる。
『CoD:MW2』
AC-130Hの武装として登場し、プレイヤーが使用できる。
『CoD:MW3』
AC-130Hの武装として登場し、プレイヤーが使用できる。
『トータル・タンク・シミュレーター』
ポーランドの対空砲Boforsとして使用可能。
『バトルフィールドシリーズ』
『BF1942』
米軍・アメリカ海兵隊・イギリス軍・ソ連軍の対空機関砲として登場する。また、何故か「翔鶴」にも搭載されている。
『BF1943』
日本海軍・米海兵隊双方の対空機関砲として対空照準器付きのものがマップに配置されている。
『BFBC2』
シングルプレイで主人公らが潜入する島の至る所に日本海軍が設置している。主人公らの潜入に合わせて島に対する空爆を始めたF4U コルセアを迎撃し、若干数を撃墜する。
『BF3』
『BF4』
AC-130に搭載されて登場する。
『BF5』
固定対空砲としてマップに配置されている。イギリス軍の対空戦車にも搭載されている。
『メタルギアソリッド3』
MC-130 コンバット・タロンに2門搭載されている。